# Magnavox Odyssey

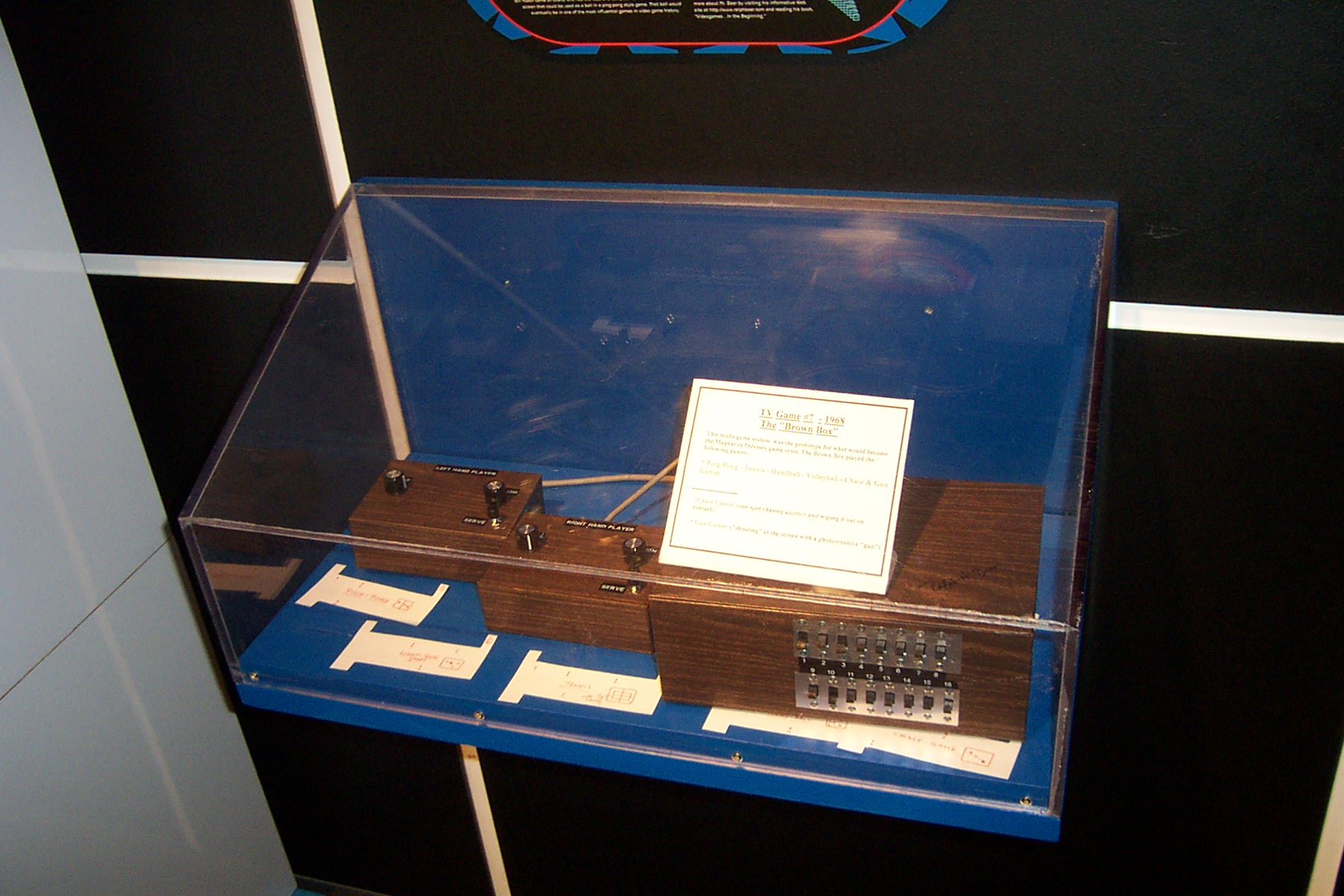
Brown Box

De Magnavox Odyssey was de eerste commercieel verhandelde spelcomputer ter wereld. De Odyssey kwam 24 mei 1972 op de markt, ongeveer drie en een half jaar eerder dan de Atari Pong. De Odyssey werd ontworpen en ontwikkeld door Ralph Baer, die reeds in 1968 beschikte over een functionerend prototype. Het prototype wordt door spelcomputerverzamelaars liefkozend Brown Box genoemd.

## Techniek
De meeste spelcomputerverzamelaars beschouwen de Odyssey als een analoge in plaats van een digitale spelcomputer omdat ze beschikt over een additioneel analoog circuit voor de uitvoer en spelbesturing en het gebruik van discrete componenten. In de Odyssey zit geen enkele chip. Het hoofdbestanddeel wordt gevormd door veertig transistors en veertig dioden die ervoor zorgen dat er op het televisiebeeld enkele stippen en strepen te zien zijn, die bijvoorbeeld een bal en twee rackets voorstelden. Ralph Baer beschouwt de Odyssey als een digitale spelcomputer. De spellen en de logica zijn geïmplementeerd in diode-transistorlogica (DTL), digitale 'componenten' opgebouwd uit discrete onderdelen (diodes, transistoren en weerstanden) zoals dat voorafgaand aan het TTL-tijdperk gebruikelijk was. De Odyssey wordt gevoed door batterijen en kan geen geluiden weergeven. De latere "Pong-machines" daarentegen beschikten wel over de mogelijkheid tot geluidsweergave, waaronder bijvoorbeeld de Magnavox Odyssey Pong-spelcomputers.
De Odyssey gebruikt een soort van verwijderbare circuitkaart die kan worden ingestoken in een hiertoe bedoelde sleuf en is vergelijkbaar met de meer bekende cartridgesleuf voor spelcartridges. In de cartridges zaten geen ROMs, ze waren enkel en alleen bedoeld als een soort schakelaars die binnen de Odyssey het juiste elektrische circuit in werking zetten.

## Geschiedenis
De verkopen werden enigszins gehinderd door de slechte marketingcampagne(s), waardoor vele (potentiële) consumenten in de veronderstelling waren dat de Odyssey alleen in combinatie met een Magnavox-televisie functioneerde. In totaal zijn er 330.000 stuks verkocht.
Magnavox bracht later verschillende Pongachtige spelcomputers uit onder de naam Odyssey nadat het een rechtszaak won tegen Nolan Bushnell wegens octrooi-inbreuk. Bushnell had wel degelijk Pong ontworpen, maar deze kwam (te) sterk overeen met het bekende tenniscomputerspel van de Odyssey.
In Japan werd de Magnavox Odyssey op de markt gebracht door Nintendo en dit wordt beschouwd als de eerste stap van Nintendo op de spelcomputermarkt.

## Lijst van spellen
- Analogic
- Baseball
- Basketball
- Brain Wave
- Cat & Mouse
- Dogfight
- Football

- Fun Zoo
- Handball
- Haunted House
- Hockey
- Invasion
- Interplanetary Voyage
- Percepts

- Prehistoric Safari
- Roulette
- Shooting Gallery
- Shootout
- Simon Says
- Ski
- Soccer

- States
- Submarine
- Table Tennis
- Tennis
- Volleyball
- Win
- Wipeout

Spelcomputers · Draagbare spelcomputers (Lijst van draagbare spelcomputers)